# Додатна компонента
У рачунарству, прикључак (енгл. plug-in) је софтверска компонента која додаје специфично својство на већ постојећу апликацију. Када апликација подржава прикључке, онда одобрава прилагођавање према корисничким потребама. Најчешћи примери су прикључци коришћени у веб прегледачима, да додају нова својства као што су веб претраживачи, скенери вируса, или могућност да употребимо нови тип датотеке као што је нови видео формат. Познати прикључци прегледачима укључују Adobe Flash Player, QuickTime Player, и Јава прикључак, који може да покрене Јава аплете на странице које се извршавају на локалној Јава виртуелној машини.
Теме су пакети који садрже додатне или промењене графичке детаље, које смо постигли коришћењем графичког корисничког интерфејса, које могу бити примењене на специфичан софтвер и веб странице, и тиме омогуће кориснику да промени изглед у складу са корисничким потребама и жељама.

## Сврха и примери
Апликације подржавају прикључке из много разлога. Неки од главних разлога укључују:
- омогућавање независним програмерима да проширују апликацију
- подржавање лаког додавања новог својства
- редуковање величина апликација
- одвајање изворног кода од апликација због некомпатибилних софтверских лиценци

Типови апликација и зашто користе прикључке:
- Уређивач звука користи прикључке да генерише, процесуира и/или анализира звук (Ardour, Audacity)
- Клијенти електронске поште користе прикључке да шифрују и дешифрују електронксу пошту(Pretty Good Privacy)
- Графички софтвер користи прикључке да подржи формате дадотека и процесуира слике (Adobe Photoshop, GIMP)
- Софтвер за репродуковање медија користи прикључке да би подржао различите формате датотека и на њих применио филтере(foobar2000, GStreamer, Quintessential, VST, Winamp, XMMS)
- Анализатор пакета користи прикључке за дешифровање различитих формата пакета(OmniPeek)
- Уређивач текста и интегрисано развојно окружење користе прикључке да би подржали различите програмске језике (Eclipse, jEdit, MonoDevelop)
- Интернет прегледачи користе прикључке за пуштање видео формата и презентација (Flash, QuickTime, Microsoft Silverlight, 3DMLW)

## Механизам
Као што је приказано на слици главна апликација омогућава сервисе који могу да користе прикључке, укључујући и то да прикључци могу сами себе да региструју и повежу са главном апликацијом и протоколом за размену података са прикључцима. Прикључци зависе од сервиса главне апликације, и углавном не раде самостално. Главна апликација ради самостално, невезано за прикључке, омогућавајући крајњим корисницима да додају и ажурирају прикључке динамички, без потребе за мењањем главне апликације.
Програмери обично имплементирају функционалност прикључака коришћењем дељених библиотека инсталираних на месту које је предефинисала главна апликација. ХајперКард подржава сличну способност, али се чешће укључује код прикључка који је смештен у ХајперКард документ. ХајперКард стек је постала самостална апликација, дистрибуирана као независна јединка таква да крајњи корисници могу да је покрену, без додатних инсталационих корака. Програми могу такође имплементирати прикључке учитавајући скрипт датотеке написане у програмском језику као што су Python или Lua.

## У поређењу са екстензијама
У Мозила Фајерфокс интернет прегледачу, додаци мало се разликују у односу на прикључке. Фајерфокс подржава прикључке користећи NPAPI. Када прегледач наиђе на садржај који може да се обради прикључком, тада се ти подаци њему и шаљу. Екстензија, или "add-on" је кориснички интерфејс који може да дода опције као што су менаџер за скидање података, трака са алаткама, или додаци специфични за ту интернет страницу.
Оригинални подстицај иза развоја Мозиле Фајерфокса била је мала базна апликација, остављајући егзотичну или персонализовану функционалност да буде имплементирана од стране екстензија.
Разлика између прикључака и екстензија је у начину коришћења од стране других интернет прегледача, као што је Мајкрософт Интернет Експлорер, где уобичајена екстензија може бити нова трака са алаткама. С обзиром да и прикључци и екстензије повећавају корисност оригиналне апликације, Мозила користи термин "add-on" као категорију која укључује модуле који садрже прикључке, екстензије и теме.

## Историја
Прикључци су се појавили средином 1970-их, када је EDT уређивач текста био покретан на Unisys VS/9 оперативном систему користећи UNIVAC Series 90 мејнфрејм рачунар омогућавајући покретање програма из уређивача, и дозвољава приступ уређивачком баферу, дозвољавајући спољашњем програму да приступи уређивачкој сесији у меморији. Прикључак може да позове уређивач, да изврши преуређивање текста, користећи бафер који уређивач дели са прикључком. Универзитет Ватерло Фортран компилатор користио је ову способност да омогући интерактивну компилацију Фортран програма уређиваним помоћу ЕДТ уређивача.
Јако ране софтверске апликације личних рачунара које користе функционалност прикључка укључују ХајперКард и QuarkXPress на Мекинтошу, оба објављена 1987. 1988. Silicon Beach Software су укључили функционалност прикључака у Digital Darkroom и SuperPaint, а Ed Bomke је увео термин прикључак(plug-in).